# Euploea masoni
Euploea masoni är en fjärilsart som beskrevs av Moore 1878. Euploea masoni ingår i släktet Euploea och familjen praktfjärilar. Inga underarter finns listade i Catalogue of Life.